# In a Perfect World...
Albums de Keri Hilson
No Boys Allowed
In a Perfect World… est le premier album solo de Keri Hilson, sorti le 24 mars 2009. L'album possède des sons très variés se rapprochant du style hip-hop classique, mais également du R'n'B.
Dès 2005, elle enregistre des titres tels que Henny & Apple Juice en featuring avec Snoop Dogg et Stat Quo puis Good Things en collaboration avec Rich Boy et Polow Da Don, Hands and Feet, High Heels ou encore Come Clean et Headsprung en duo avec Justin Timberlake.
À la production de cet album, on retrouve Timbaland, gérant du label sur lequel est signée Keri Hilson, ainsi que le producteur Danja.

## Liste des titres
| #   | Titres                                                   | Auteur(s)                                                                                              | Producteur(s)                           | Durée |
| --- | -------------------------------------------------------- | --- | --------------------------------------- | ----- |
| 1.  | Intro                                                    | Keri Hilson, Timbaland                                                                                 | Timbaland                               | 1:30  |
| 2.  | Turnin Me On (en) (avec Lil Wayne)                       | Keri Hilson, Polow da Don, Lil Wayne                                                                   | Polow da Don, Danja                     | 4:13  |
| 3.  | Get Your Money Up (avec Keyshia Cole et Trina)           | Keri Hilson, Polow da Don, E. Hayes                                                                    | Polow da Don, Danja                     | 3:17  |
| 4.  | Return the Favor (avec Timbaland)                        | The Clutch, Timbaland, Walter "E-Knock" Millsap III                                                    | Timbaland, Walter "E-Knock" Millsap III | 5:28  |
| 5.  | Knock You Down (avec Ne-Yo et Kanye West)                | Keri Hilson, Danja, Marcella Araica, Kevin "KC" Cossum, Ne-Yo, Kanye West                              | Danja                                   | 5:26  |
| 6.  | Slow Dance                                               | Keri Hilson, King Soloman Logan, Johnkenum Deon Spivery, The Royal Court, Justin Timberlake, Jim Beanz | The Royal Court                         | 4:24  |
| 7.  | Make Love                                                | Polow da Don, Jason Perry, Esther Dean                                                                 | Polow da Don, Jason Perry               | 5:24  |
| 8.  | Intuition                                                | Keri Hilson, Timbaland                                                                                 | Timbaland, Danja                        | 4:12  |
| 9.  | How Does It Feel                                         | Keri Hilson, Timbaland, Jim Beanz                                                                      | Timbaland, Danja                        | 3:58  |
| 10. | Alienated                                                | Keri Hilson, Cory Bold, Attitude                                                                       | Cory Bold, Danja                        | 4:12  |
| 11. | Tell Him the Truth                                       | Keri Hilson, Danja, Marcella Araica                                                                    | Danja                                   | 4:48  |
| 12. | Change Me (avec Akon)                                    | Keri Hilson, Polow da Don, Esther Dean, Jason Perry, M. Goss                                           | Polow da Don                            | 4:55  |
| 13. | Energy                                                   | Louis Biancaniello, Rico Love, Sam Watters, Wayne Wilkins                                              | The Runaways                            | 3:29  |
| 14. | Where Did He Go                                          | Keri Hilson, Timbaland, Danja                                                                          | Timbaland, Danja                        | 4:58  |
| 15  | The Way I Are (Timbaland Feat Keri Hilson & D.O.E.)      | Timbaland, Danja, The Clutch                                                                           | Timbaland, Danja                        | 3:01  |
| 16  | Scream (Timbaland Feat Keri Hilson & Nicole Scherzinger) | Timbaland, Danja, Keri Hilson                                                                          | Timbaland, Danja                        | 5:42  |
| 17  | Do It                                                    | Roy Hamilton, Keri Hilson                                                                              | Roy Hamilton                            | 4:18  |
| 18  | I Like (Jost & Grubert Mix)                              | Jost & Grubert                                                                                         | Jost & Grubert                          | 3:39  |

### Titres rejetés
- Control Me
- I Would Die 4 U
- Love You Down
- Piece of My Love
- Henny & Apple Juice avec Stat Quo et Snoop Dogg
- High Heels
- Come Clean
- Love Ya
- Your Cover's Blown avec Timbaland
- Outta My Mind
- Perfect World
- What Love Can Do
- Hey Girl avec T-Pain et Lil Jon